# Свинцеві роки (Італія)
Свинце́ві роки́ (Свинцеві сімдесяті, італ. Anni di piombo) — період італійського соціального та політичного життя з кінця 1960-х по початок 1980-х років, що запам'ятався розгулом вуличного насильства та протистоянням ультраправих і ультралівих
Свинцеві роки зазвичай вважаються розпочатими після страйків «Гарячої осені», починаючи з 1969 року; смерті поліцейського Антоніо Аннаруммі в листопаді 1969 року; теракту на П'яцца Фонтана в грудні того ж року, в якому загинуло 17 осіб і здійсненому правими терористами в Мілані; і смерті лівого анархістського працівника Джузеппе Пінеллі, який перебував під вартою в поліції.

## Передумови
Нав'язане союзниками після Другої світової парламентське врядування стало «гарантом нестабільності» Італійської Республіки. Калейдоскопічна зміна коаліційних урядів не сприяла політичній стабілізації. Натомість сприяла тотальній корумпованості політиків, що потрапляли до парламенту завдяки пропорційній системі виборів. «Спонсори» партій визначали політику урядів. Усе це відбувалося на тлі гострої регіональної і політичної поляризації суспільства. Від часів об'єднання країни зберігся антагонізм між Північчю і Півднем, існували сепаратистські тенденції на Сицилії, у німецькомовних районах Тіроля.
Політичне протистояння виявлялося головним чином у боротьбі між про- і антикомуністично налаштованими громадянами. Італійська компартія була однією із найвпливовіших у Європі. Двічі комуністи ледь не опинилися біля керма держави — у 1948 та 1976 роках. Вони контролювали потужні профспілкові організації та мали численну фракцію у парламенті. Але комуністи ще з 50-х років дистанціювалися від Москви. Їхні ідеологи Тольятті та Берлінгуер стали речниками так званого «єврокомунізму» — варіанту «комунізму з людським обличчям». Як наслідок, ІКП засудила вторгнення військ Варшавського договору в Чехословаччину, а контрольовані нею видавництва друкували заборонені в СРСР книгу Івана Дзюби «Інтернаціоналізм чи русифікація?» та твори Роя Медведєва. Але в Італії був і потужний ультраправий сектор. Неофашистський Італійський соціальний рух (ІСР) мав парламентську фракцію, контролював одне з об'єднань профспілок, видавництва, студентські та молодіжні організації. Звісно, ІСР намагався дистанціюватися від іміджу тоталітарної організації. Але, і комуністи, і ультраправі були відсунуті від реальних важелів керівництва державою. Це сприяло утворенню екстремістських угруповань, що звинувачували офіційне керівництво відповідних партій в угодовстві, ревізіонізмі та неможливості впливати на державну політику. Саме вони й стали живильним середовищем для виникнення феномену політичного терору в Італії. Ще одним визначальним фактором була тотальна криміналізація італійського суспільства. Корупція, рекет, крадіжки, захоплення заручників і вбивства стали цілком буденною справою в «країні, де народилася мафія».
Політичний терор в Італії розпочав свій кривавий відлік майже відразу по війні. 1946 року постає підпільна воєнізована неофашистська організація «Фастії революційної дії», що на початку 50-х здійснила кілька терористичних актів; проте її вдалося швидко розгромити. Переломним не лише для Італії, але й для всієї Західної Європи став 1968 рік — рік «світової студентської революції». Політизована ліва молодь подолала «психологічний бар'єр», що тримав її у правовому полі, та перейшла до тактики «прямої дії». На відміну від інших країн, в Італії студентські рухи не були ізольовані від ширших суспільних верств. Це дозволило лівим радикалам створити масову базу; їхні осередки з'явилися не лише в університетах, але й на промислових підприємствах. Це обумовило масовість і розмах італійського тероризму. Для італійських правих радикалів 60-ті роки також стали визначальними у виборі насильницьких форм боротьби. У 1969 році в Падуї вийшла книга майбутнього фігуранта судових процесів над терористами, фашиста Франко Фреди «Дезінтеграція системи».

## Перебіг подій
- 12 грудня 1969 року теракти на П'яцца Фонтана в Мілані було першим масовим терором в повоєнній Італії. В результаті нападу загинули 17 людей, 84 поранені. Винуватцями вбивства виявились члени неофашистської організації Ordine Nuovo («Новий порядок»). Вбивство мобілізувало групи крайніх лівих, побоюючись загрози неофашистів. Того ж року почала діяти група 22 жовтня та Партизанська група дій. Обидві утворення погодилися, що Італії загрожує фашизм.
- У 1970 році уряд оголосив невдалу спробу неофашистського перевороту. Путч намагалися організувати формування «Новий порядок», «Національний авангард» та «Національний фронт».
- У 1970 році офіційно були створені ультраліві «Червоні бригади».
- У 1973 році створені невеликі збройні загони пролетаріату. Цю крайню ліву групу поглинули Червоні бригади у 1976 році.
- До середини 1970-х італійський уряд нехтував діями ультраправих терористів. Служби були зосереджені на усуненні загрози з боку ультралівих терористів. У середині 1970-х уряд вжив заходів проти крайніх правих. Організації, такі як «Новий порядок», «Національний авангард» та «Національний фронт», були заборонені на той час. Їхні члени втекли за кордон або вступили до нової організації під назвою «Чорний орден» (Ordine Nero).
- У 1976 р. ультраліві утворили терористичну групу «Перша лінія».
- У 1977 році неофашистські Збройні революційні осередки розпочали свою діяльність.
- 16 березня 1978 року «Червоні бригади» викрали колишнього прем'єр-міністра Альдо Моро та вбили п'ятьох його охоронців. В обмін на звільнення Моро терористи вимагали звільнення діячів Червоних бригад із в'язниць. Коли уряд відмовився, «Червоні бригади» вбили заручника. Тіло Моро було знайдено 9 травня 1978 року. Акція лівих терористів спричинила різке зменшення рівня підтримки серед населення.
- 2 серпня 1980 році праві озброєні революційні осередки атакували Болонью. 85 осіб загинули в результаті вибухів, 200 поранено.
- Протягом 1980-х років тероризм в Італії спецслужбами майже повністю був ліквідований.